# ジーナ
『ジーナ』（Xena: Warrior Princess）は、1995年から2001年に放送されたアメリカのテレビドラマ。古代ギリシャを舞台とした歴史ファンタジーである。全6シーズン。制作総指揮はサム・ライミ。
題名のジーナ（Xena）は、女性主人公の名前である。

## 概要
本作は、ヘラクレスを主人公とするアメリカのテレビドラマ、『ハーキュリーズ』から派生したシリーズ（スピンオフ作品）で、『ハーキュリーズ』では敵役であったジーナが、自らが犯した罪を償うために、相棒の少女ガブリエル（Gabrielle）とともに旅をしながら数々の冒険に出会う物語である。
本シリーズは日本では未放映である。日本で発売されているDVDは第6シーズンの最後の2話のみが収録された物であり、日本を舞台としている。
主人公のジーナを演じるのはニュージーランド出身の女優、ルーシー・ローレス。
ニュージーランドで撮影されており、美しい風景が堪能できる作品でもある。
2015年には、NBCがリブートの企画をしていると『ハリウッド・リポーター』が報じたが、2017年にはリブート企画が中止になったことが正式にアナウンスされた。

## キャラクター
ジーナ
演:ルーシー・ローレス、日本語吹替:深見梨加
鎧をまとった長い黒髪の女戦士。武器は剣と、ブーメランのように使用できる環の形をした刃。
ガブリエル
演:レニー・オコナー、日本語吹替:幸田夏穂
ジーナに村を救ってもらった事から、ジーナを慕って共に旅を続ける少女。話術が巧みで、それによってピンチを切り抜ける事も多い。